# Campeonato Mundial de Clubes de voleibol femenino de la FIVB de 2017
El Campeonato Mundial de Clubes de voleibol femenino de la FIVB de 2017 fue la undécima edición del torneo y octava desde su reanudación. Se realizó en Kobe.

## Equipos participantes
- Vakıfbank Istanbul, campeón europeo.
- Rexona-Sesc Río de Janeiro, campeón sudamericano.
- NEC Red Rockets, campeón asiático.
- Eczacıbaşı VitrA Istanbul, invitado por la organización.
- Vôlei Nestlé Osasco, invitado por la organización.
- Vólero Zürich, invitado por la organización.
- Dynamo Moscow, invitado por la organización.
- Hisamitsu Springs Kobe, equipo local.

### Grupos
| Grupo A - Vakıfbank İstanbul - Dinamo Moscow - Rexona-Sesc Río de Janeiro - Hisamitsu Springs | Grupo B - Eczacıbaşı VitrA - Voléro Zürich - Vôlei Nestlé Osasco - NEC Red Rockets |

## Modo de disputa
El torneo consta de dos etapas. En la primera fase, los ocho equipos se dividen en dos grupos de cuatro integrantes, donde juegan todos contra todos una vez. Al finalizar esta etapa, los dos mejores equipos de cada grupo avanzan a las semifinales, mientras que los restantes equipos dejan de disputar el campeonato.
En la segunda fase se enfrentan los primeros de cada grupo con los segundos del otro grupo, es decir, el primero del grupo A con el segundo del grupo B y el primero del grupo A con el segundo del grupo B. Los ganadores de estos enfrentamientos disputan la final mientras que los perdedores disputan el partido por el tercer puesto.

## Sede
| Kobe                                         |
| -------------------------------------------- |
|                                              |
| Kobe Green Arena                             |
| 34°41′28″N 135°10′58″E / 34.69111, 135.18278 |
| Capacidad: 4 852 espectadores                |

## Primera fase

### Grupo A
| Pos. | Equipo             | Pts | PG | PP | SG | SP | PG  | PP  |
| ---- | ------------------ | --- | -- | -- | -- | -- | --- | --- |
| 1.°  | Vakıfbank İstanbul | 9   | 3  | 0  | 9  | 1  | 245 | 191 |
| 2.°  | Rexona-Sesc Rio    | 6   | 2  | 1  | 7  | 5  | 267 | 267 |
| 3.°  | Dinamo Moscow      | 3   | 1  | 2  | 4  | 6  | 228 | 221 |
| 4.°  | Hisamitsu Springs  | 0   | 0  | 3  | 1  | 9  | 186 | 247 |

| Fecha      |                    | Res   |                    | Set 1 | Set 2 | Set 3 | Set 4 | Set 5 | Total   |
| ---------- | ------------------ | ----- | ------------------ | ----- | ----- | ----- | ----- | ----- | ------- |
| 9 de mayo  | Dinamo Moscow      | 0 – 3 | Vakıfbank İstanbul | 22-25 | 19-25 | 18-25 |       |       | 59 – 75 |
| 9 de mayo  | Hisamitsu Springs  | 1 – 3 | Rexona-Sesc Rio    | 16-25 | 25-22 | 16-25 | 21-25 |       | 78 – 97 |
| 10 de mayo | Rexona-Sesc Rio    | 1 – 3 | Vakıfbank İstanbul | 17-25 | 15-25 | 25-20 | 15-25 |       | 72 – 95 |
| 10 de mayo | Hisamitsu Springs  | 0 – 3 | Dinamo Moscow      | 9-25  | 19-25 | 20-25 |       |       | 48 – 75 |
| 12 de mayo | Dinamo Moscow      | 1 – 3 | Rexona-Sesc Rio    | 23-25 | 25-23 | 23-25 | 23-25 |       | 94 – 98 |
| 12 de mayo | Vakıfbank İstanbul | 3 – 0 | Hisamitsu Springs  | 25-17 | 25-21 | 25-22 |       |       | 75 – 60 |

### Grupo B
| Pos. | Equipo              | Pts | PG | PP | SG | SP | PG  | PP  |
| ---- | ------------------- | --- | -- | -- | -- | -- | --- | --- |
| 1.°  | Vólero Zürich       | 9   | 3  | 0  | 9  | 0  | 229 | 195 |
| 2.°  | Eczacıbaşı VitrA    | 6   | 2  | 1  | 6  | 4  | 236 | 211 |
| 3.°  | Vôlei Nestlé Osasco | 3   | 1  | 2  | 4  | 6  | 215 | 219 |
| 4.°  | NEC Red Rockets     | 0   | 0  | 3  | 0  | 9  | 171 | 226 |

| Fecha      |                     | Res   |                     | Set 1 | Set 2 | Set 3 | Set 4 | Set 5 | Total   |
| ---------- | ------------------- | ----- | ------------------- | ----- | ----- | ----- | ----- | ----- | ------- |
| 9 de mayo  | Voléro Zürich       | 3 – 0 | Eczacıbaşı VitrA    | 25-22 | 25-20 | 26-24 |       |       | 76 – 66 |
| 9 de mayo  | NEC Red Rockets     | 0 – 3 | Vôlei Nestlé Osasco | 11-25 | 17-25 | 19-25 |       |       | 47 – 75 |
| 10 de mayo | Vôlei Nestlé Osasco | 1 – 3 | Eczacıbaşı VitrA    | 21-25 | 25-20 | 16-25 | 13-25 |       | 75 – 95 |
| 10 de mayo | NEC Red Rockets     | 0 – 3 | Voléro Zürich       | 23-25 | 17-25 | 24-26 |       |       | 64 – 76 |
| 12 de mayo | Vólero Zürich       | 3 – 0 | Vôlei Nestlé Osasco | 27-25 | 25-22 | 25-18 |       |       | 77 – 65 |
| 12 de mayo | Eczacıbaşı VitrA    | 3 – 0 | NEC Red Rockets     | 25-22 | 25-22 | 25-16 |       |       | 75 – 60 |

## Quinto al octavo puesto

### Partido previo
| Fecha      |                     | Res   |                   | Set 1 | Set 2 | Set 3 | Set 4 | Set 5 | Total   |
| ---------- | ------------------- | ----- | ----------------- | ----- | ----- | ----- | ----- | ----- | ------- |
| 13 de mayo | Dinamo Moscow       | 3 – 1 | NEC Red Rockets   | 25-15 | 22-25 | 25-15 | 25-18 |       | 97 – 73 |
| 13 de mayo | Vôlei Nestlé Osasco | 3 – 0 | Hisamitsu Springs | 25-20 | 25-21 | 25-21 |       |       | 75 – 62 |

### Séptimo puesto
| Fecha      |                 | Res   |                   | Set 1 | Set 2 | Set 3 | Set 4 | Set 5 | Total   |
| ---------- | --------------- | ----- | ----------------- | ----- | ----- | ----- | ----- | ----- | ------- |
| 14 de mayo | NEC Red Rockets | 3 – 0 | Hisamitsu Springs | 25-16 | 25-23 | 25-22 |       |       | 75 – 61 |

### Quinto puesto
| Fecha      |               | Res   |                     | Set 1 | Set 2 | Set 3 | Set 4 | Set 5 | Total   |
| ---------- | ------------- | ----- | ------------------- | ----- | ----- | ----- | ----- | ----- | ------- |
| 14 de mayo | Dinamo Moscow | 3 – 1 | Vôlei Nestlé Osasco | 22-25 | 25-19 | 27-25 | 25-18 |       | 99 – 87 |

## Segunda fase
|  | Semifinales        | Semifinales        | Semifinales     |                 |                    | Final              | Final            | Final        |  |
|  |                    |                    |                 |                 |                    |                    |                  |              |  |
|  |                    |                    |                 |                 |                    |                    |                  |              |  |
|  | Vakıfbank İstanbul | Vakıfbank İstanbul | 3               |                 |                    |                    |                  |              |  |
|  | Vakıfbank İstanbul | Vakıfbank İstanbul | 3               |                 |                    |                    |                  |              |  |
|  | Eczacıbaşı VitrA   | Eczacıbaşı VitrA   | 1               |                 |                    |                    |                  |              |  |
|  | Eczacıbaşı VitrA   | Eczacıbaşı VitrA   | 1               |                 | Vakıfbank İstanbul | Vakıfbank İstanbul | 3                |              |  |
|  |                    |                    |                 |                 | Vakıfbank İstanbul | Vakıfbank İstanbul | 3                |              |  |
|  |                    |                    | Rexona-Sesc Rio | Rexona-Sesc Rio | 0                  |                    |                  |              |  |
|  | Vólero Zürich      | Vólero Zürich      | Rexona-Sesc Rio | Rexona-Sesc Rio | 0                  | 1                  |                  |              |  |
|  | Vólero Zürich      | Vólero Zürich      |                 |                 |                    | 1                  |                  |              |  |
|  | Rexona-Sesc Rio    | Rexona-Sesc Rio    | 3               |                 |                    | Tercer lugar       | Tercer lugar     | Tercer lugar |  |
|  | Rexona-Sesc Rio    | Rexona-Sesc Rio    | 3               |                 |                    | Tercer lugar       | Tercer lugar     | Tercer lugar |  |
|  |                    |                    |                 |                 |                    |                    |                  |              |  |
|  |                    |                    |                 |                 |                    | Eczacıbaşı VitrA   | Eczacıbaşı VitrA | 2            |  |
|  |                    |                    |                 |                 |                    | Eczacıbaşı VitrA   | Eczacıbaşı VitrA | 2            |  |
|  |                    |                    |                 |                 |                    | Vólero Zürich      | Vólero Zürich    | 3            |  |
|  |                    |                    |                 |                 |                    | Vólero Zürich      | Vólero Zürich    | 3            |  |
|  |                    |                    |                 |                 |                    |                    |                  |              |  |

### Semifinales
| Fecha      |                    | Res   |                  | Set 1 | Set 2 | Set 3 | Set 4 | Set 5 | Total   |
| ---------- | ------------------ | ----- | ---------------- | ----- | ----- | ----- | ----- | ----- | ------- |
| 13 de mayo | Vakıfbank İstanbul | 3 – 1 | Eczacıbaşı VitrA | 25-20 | 25-23 | 23-25 | 25-22 |       | 98 – 90 |
| 13 de mayo | Voléro Zürich      | 1 – 3 | Rexona-Sesc Rio  | 13-25 | 16-25 | 25-21 | 24-26 |       | 78 – 97 |

### Tercer puesto
| Fecha      |                  | Res   |               | Set 1 | Set 2 | Set 3 | Set 4 | Set 5 | Total    |
| ---------- | ---------------- | ----- | ------------- | ----- | ----- | ----- | ----- | ----- | -------- |
| 14 de mayo | Eczacıbaşı VitrA | 2 – 3 | Voléro Zürich | 22-25 | 15-25 | 25-22 | 25-23 | 12-15 | 99 – 110 |

### Final
| Fecha      |                    | Res   |                 | Set 1 | Set 2 | Set 3 | Set 4 | Set 5 | Total   |
| ---------- | ------------------ | ----- | --------------- | ----- | ----- | ----- | ----- | ----- | ------- |
| 14 de mayo | Vakıfbank İstanbul | 3 – 0 | Rexona-Sesc Rio | 25-19 | 25-21 | 25-21 |       |       | 75 – 61 |

## Posiciones finales
| Pos.              | Equipo              |
| ----------------- | ------------------- |
| Medalla de oro    | Vakıfbank İstanbul  |
| Medalla de plata  | Rexona-Sesc Rio     |
| Medalla de bronce | Voléro Zürich       |
| 4.°               | Eczacıbaşı VitrA    |
| 5.°               | Dinamo Moscow       |
| 6.°               | Vôlei Nestlé Osasco |
| 7.°               | NEC Red Rockets     |
| 8.°               | Hisamitsu Springs   |

| Campeón Mundial de Clubes     |
| ----------------------------- |
| Vakıfbank İstanbul 2.º título |

| Plantel de jugadoras |
| Hatice Gizem Örge, Gözde Kırdar Sonsırma , Cansu Özbay, Zhu Ting, Kübra Akman, Ayşe Melis Gürkaynak, Ayça Aykaç, Lonneke Slöetjes, Naz Aydemir, Özge Nur Yurtdagülen, Melis Durul, Kimberly Hill, Milena Rašić, Cansu Çetin |
| Entrenador |
| Giovanni Guidetti |

## Premios

### Jugadoras
- Jugadora más valiosa

 Zhu Ting (Vakıfbank İstanbul)
| - Mejor opuesta Tijana Bošković (Eczacıbaşı VitrA) - Mejor líbero Silvija Popović (Voléro Zürich) - Mejor armadora Danielle Lins (Vôlei Nestlé Osasco) | - Mejores bloqueadoras Maja Poljak (WVC Dynamo Moscow) Kübra Akman (Vakıfbank İstanbul) - Mejores puntas Zhu Ting (Vakıfbank İstanbul) Gabriela Guimarães (Rexona-Sesc Rio) |